# Samira Rocha

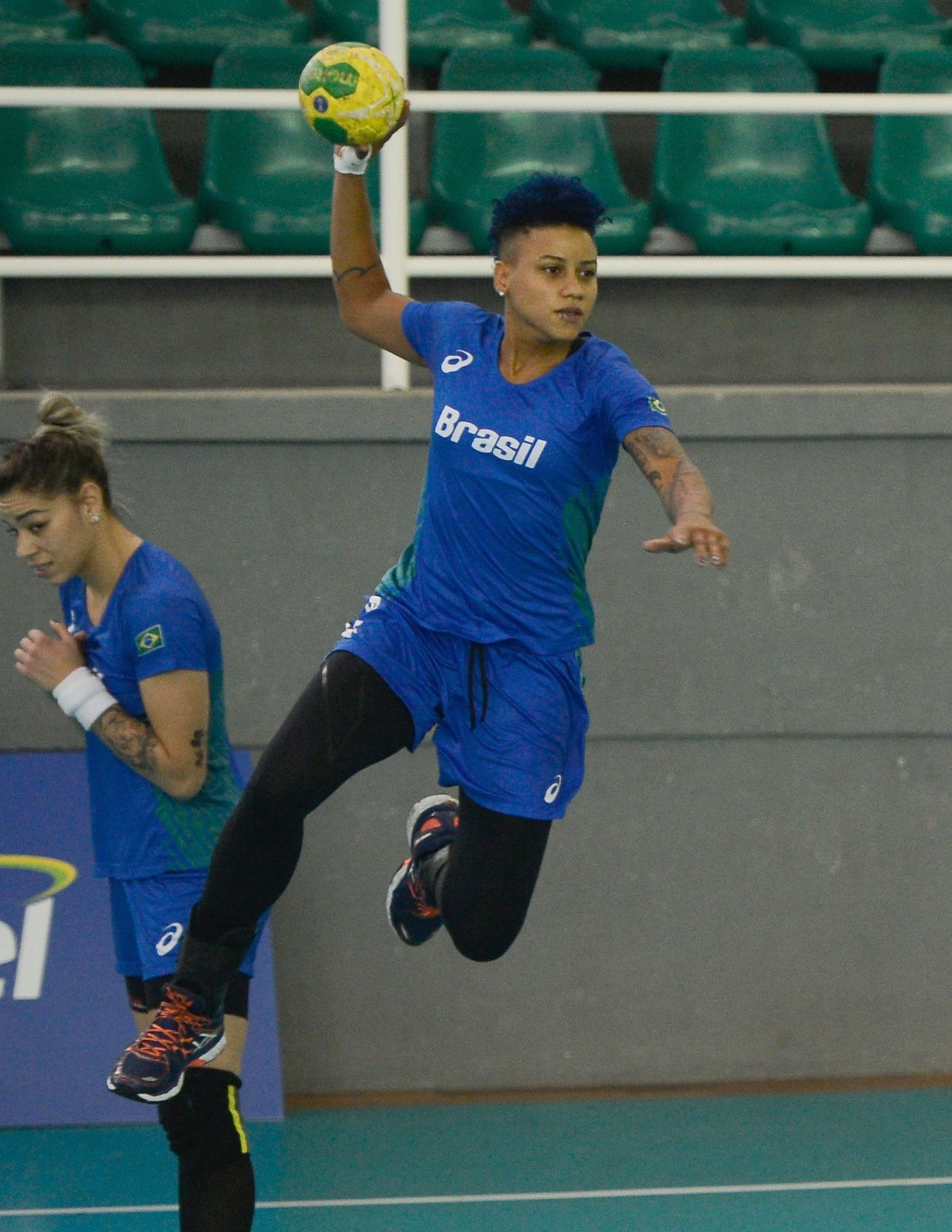
Rio de Janeiro - Samira Rocha treina com a Seleção Brasileira Feminina de Handebol na Escola de Educação Física do Exército, na Urca, zona sul da capital (Tomaz Silva/Agência Brasil)

Samira Pereira da Silva Rocha (Recife, 26 de janeiro de 1989) é uma jogadora brasileira de handebol.

## Trajetória desportiva
Começou a jogar handebol aos 14 anos, por incentivo da família, no Colégio Decisão, em Recife. Depois, passou para o Sport Recife e, após um ano, foi para o Clube Português do Recife.
No ano de 2007, ainda juvenil, jogou na equipe do Santa/Feevale, de Novo Hamburgo, no Rio Grande do Sul. Depois se transferiu para o Hypo Niederösterreich, da Áustria.
Nos Jogos Pan-Americanos de 2011, em Guadalajara (México), conquistou a medalha de ouro. Participou dos Jogos Olímpicos de 2012 em Londres. Integrou a seleção Campeonato Mundial de Handebol Feminino de 2013. Representou o Brasil nos Jogos Olímpicos de 2016, no Rio de Janeiro.